# 納內什蒂鄉 (戈爾日縣)
44°37′N 23°26′E / 44.617°N 23.433°E
納內什蒂鄉（羅馬尼亞語：Comuna Ionești, Gorj），是羅馬尼亞的鄉份，位於該國西南部，由戈爾日縣負責管轄，面積40平方公里，海拔高度144米，2007年人口2,548，人口密度每平方公里64人。